# Эфендиева, Рена Зиявудиновна
Рена Зияудиновна Эфендиева (лезг. Эфендиева Рена Зиявудинан руш; 29 октября 1938, Махач-Кала — 1 августа 2022, Москва) — советский и российский музыкант, пианистка и педагог. Народная артистка Дагестанской АССР (1976).

## Биография
Рена Эфендиева родилась в Махачкале 28 октября 1938 года в интернациональной семье: её отец лезгин, мать — казачка. Отец Зиявудин Эфендиев — уроженец села Цмур Касумкентского района (ныне — Сулейман-Стальский район), где будущая музыкант провела многие месяцы в военные годы.
В детские годы в Махачкале училась в музыкальной школе, после в училище.
Эфендиева является ученицей основоположника профессиональной дагестанской музыкальной культуры Готфрида Гасанова.
Выпускница Института имени Гнесиных. С 1962 года Эфендиева работала преподавателем специального фортепиано.
В 1970-е годы работала художественным руководителем Дагестанской государственной филармонии. Впоследствии возглавляла Махачкалинское музыкальное училище, выпускницей которого являлась.
Рена Эфендиева с 1984 года проживала в Москве, где работала преподавателем в Музыкальном колледже имени Шнитке.

## Награды
- Народная артистка Дагестанской АССР (1976)[7].
- Заслуженная артистка Дагестанской АССР (1968)[7].